# Madrigal History Tour
Die Madrigal History Tour der King's Singers 1984 war eine sechsteilige Fernsehserie über die Geschichte des Madrigals, die von der BBC produziert wurde. Es ist auch der Titel eines dazu veröffentlichen Albums. Der Name war eine Anspielung auf das Beatles-Album Magical Mystery Tour. 
Die Serie bestand aus sechs Episoden, die anhand verschiedener musikalischer Beispiel von der Geschichte des Madrigals erzählten, hervorragenden und bekannten Liedern einer musikalischen Gesangsform, die von Italien im 16. und 17. Jahrhundert ausgehend in ganz Europa kultiviert wurde.

## Geschichte
Bei der Madrigal History Tour traten 1984 die damaligen Mitglieder der King's Singers (ein sechsköpfiges A-cappella-Ensemble aus Großbritannien, zu dem damals zwei Gründungsmitglieder gehörten: Alastair Hume und Simon Carrington) in verschiedenen Städten und Stätten Westeuropa auf. Mit dabei war auch das Ensemble für Alte Musik The Consort of Musicke, das zusammen mit den King's Singers und auch ohne diese spielte. Die Serie wurde von einem Album begleitet, das ebenfalls Madrigal History Tour hieß.
Auf dieser Madrigal History Tour reisen die King's Singers durch Deutschland, Spanien, Frankreich, England und Italien, um eine abwechslungsreiche Auswahl an Madrigalen in den Umgebungen aufzuführen, die ihre Kompositionen im Goldenen Zeitalter des 16. Jahrhunderts erstmals inspirierten. Dabei befasste sich eine einführende Dokumentation  mit den Ursprüngen des Madrigals in Italien und verfolgt seine Entwicklung in ganz Europa bis hin zur musikalischen Blütezeit der Hochrenaissance.
Die einzelnen Folgen widmeten sich verschiedenen Themen bzw. Ländern: 
Die erste war eine Einführung in Madrigale und die Geschichte des 16. Jahrhunderts. Die zweite erzählte von französischer Musik: Orlando di Lasso, Josquin des Préz, Clément Janequin (La Guerre) und Jacques Arcadelt. Die dritte informierte über Madrigale in Deutschland und über deutsche Musiker: Ludwig Senfl, Paul Hofheimer, Georg Forster, Arnold von Bruck und Hans Leo Haßler. Diese Episode spielte sich in der Stadt Regensburg ab. Die vierte war spanischen Musikern wie Alonso Mudarra, Juan del Encina oder Mateu Fletxa el Vell gewidmet. Diese Episode spielte sich in Salamanca und Santillana del Mar ab. Die fünfte Folge befasste sich mit englischer Musik der Renaissance (Thomas Morley, John Farmer, John Dowland). Die letzte Folge drehte sich um italienische Musik und fand in Mantua statt. Zu den King's Singers und dem Ensemble auf der Madrigal History Tour gehörten:
- Baritone: Anthony Holt, Simon Carrington
- Bass: Colin Mason
- Chor, Ensemble: The King's Singers
- Countertenöre: Alastair Hume, Jeremy Jackman
- Ensemble: The Consort of Musicke
- Laute: Anthony Rooley
- Tenor: Bill Ives

## Madrigale (Album)
Italienisch	
- Amor Vittorioso. Giovanni Gastoldi[2]
- Lirum Bililirum. Rossino Mantovano
- Il Bianco E Dolce Cigno. Jacques Arcadelt
- La Bella Franceschina
- Ultimi Mei Sospiri. Philippe Verdelot
- Alla Cazza
- Or Si Rallegri Il Cielo. Giaches de Wert

Englisch	
- Fine Knacks For Ladies. John Dowland[3]
- Who Made Thee, Hob, Forsake The Plough?. William Byrd
- Of All The Birds That I Do Know. John Bartlet
- Too Much I Once Lamented. Thomas Tomkins
- Fair Phyllis. John Farmer
- The Silver Swan. Orlando Gibbons
- Now Is The Month Of Maying. Thomas Morley

Französisch	
- La Guerre. Clément Janequin[4]
- La, La, La Je Ne L'ose Dire. Pierre Certon
- Bon Jour: Et Puis, Quelles Nouvelles?. Roland de Lassus
- Mignonne, Allons Voir Si La Rose
- Il Est Bel Et Bon. Pierre Passereau
- Margot Labourez Les Vignes. Jacques Arcadelt
- Un Gentil Amoureux. Claude Le Jeune
- Faulte D'argent. Adrian Willaert

Spanisch	
- La Tricotea[5]
- Triste Estaba El Rey David. Alonso Mudarra
- Cucú, Cucú. Juan del Encina[6]
- Tres Morillas M'enamoran
- Fatal La Parte. Juan del Encina
- La Bomba. Mateo Flecha[7]

Deutsch
- Tanzen und Springen. Hans Leo Haßler[8]
- Vitrum Nostrum Gloriosum
- Vitrum Nostrum Gloriosum. Ludwig Senfl.
- Ach weh des Leiden. Hans Leo Haßler
- Das G'läut zu Speyer. Ludwig Senfl[9]
- Herzliebstes Bild. Paul Hofhaimer